# Grand Prix-wegrace van Finland 1968
De Grand Prix-wegrace van Finland 1968 was de negende Grand Prix van wereldkampioenschap wegrace voor motorfietsen in het seizoen 1968. De races werden verreden op 4 augustus 1968 op het Circuit van Imatra, een stratencircuit in het oosten van de stad Imatra. De 50cc-klasse en de 350cc-klasse kwamen niet aan de start. De werelditels in de 125cc-klasse en de 500cc-klasse waren al beslist.

## 500cc-klasse
In Finland kwamen de Russische Vostoks weer terug, ditmaal in de 500cc-klasse. Het leek in de race erg goed te gaan. Endel Kiisa bleef met zijn Vostok twee ronden lang kort achter Giacomo Agostini rijden en in de derde ging hij hem zelfs voorbij. Billie Nelson (Hannah-Paton) en Jack Findlay (McIntyre-Matchless) lagen niet ver achter hen. In de vierde ronde moest Kiisa echter naar de pit om uiteindelijk uit te vallen, maar zowel Nelson als Findlay gingen Agostini ook voorbij. Toen vond Agostini het wel genoeg. Hij had na zeven ronden ineens 5 seconden voorsprong en die bouwde hij met 5 à 6 seconden per ronde verder uit. De strijd om de tweede plaats bleef spannend maar ging tussen Nelson en Findlay, terwijl Derek Woodman langzaam op hen inliep. Nelson moest zijn gas dicht draaien omdat zijn stroomlijnkuip los zat en werd gepasseerd door Woodman. Uiteindelijk passeerde die ook Findlay. Findlay wist zich terug te vechten en op het einde mislukte een poging van Woodman om Findlay te passeren omdat hij gehinderd werd door Agostini. Die hadden ze niet bijgehaald, ze werden op een ronde achterstand gezet. Findlay werd aldus tweede en Woodman derde. De vierde plaats was een succes voor de Russen: Nikolaj Sevast'ânov werd met de Vostok vierde.

### Uitslag 500cc-klasse
| Pos | Coureur             | Merk               | Tijd      | Punten |
| --- | ------------------- | ------------------ | --------- | ------ |
| 1   | Giacomo Agostini    | MV Agusta          | 57"51'9   | 8      |
| 2   | Jack Findlay        | McIntyre-Matchless | +1 ronde  | 6      |
| 3   | Derek Woodman       | Seeley-Matchless   | +1 ronde  | 4      |
| 4   | Nikolaj Sevast'ânov | Vostok             | +1 ronde  | 3      |
| 5   | John Dodds          | Norton             | +1 ronde  | 2      |
| 6   | Gyula Marsovszky    | Matchless          | +1 ronde  | 1      |
| 7   | Billie Nelson       | Hannah-Paton       | +1 ronde  |        |
| 8   | Kel Carruthers      | Norton             | +2 ronden |        |
| 9   | Pentti Lehtelä      | Matchless          | +2 ronden |        |
| 10  | Hannu Kuparinen     | Matchless          | +2 ronden |        |
| 11  | Matti Salonen       | Yamaha             |           |        |
| 12  | Wolfgang Stropek    | Norton             |           |        |
| 13  | Osmo Hansen         | Matchless          |           |        |

### Niet gefinisht
| Coureur         | Merk      | Oorzaak |
| --------------- | --------- | ------- |
| Ralf Engelhardt | Norton    |         |
| Ilari Pekkinen  | Norton    |         |
| Taneli Lepo     | Matchless |         |
| Toive Lehtinen  | Norton    |         |
| Rodney Gould    | Norton    |         |
| Keith Tuner     | Matchless |         |
| Bosse Brolin    | Matchless |         |
| Bosse Granath   | Seeley    |         |
| Endel Kiisa     | Vostok    |         |

### Niet deelgenomen
| Coureur            | Merk                     | Oorzaak                  |
| ------------------ | ------------------------ | ------------------------ |
| Bohumil Staša      | ČZ                       |                          |
| Barry Randle       | Petty-Norton             |                          |
| Bernie Lund        | Matchless                |                          |
| Bill Smith         | Matchless                |                          |
| Brian Ball         | Seeley                   |                          |
| Dan Shorey         | Norton                   |                          |
| Godfrey Nash       | Norton                   |                          |
| John Cooper        | Seeley-Matchless         |                          |
| John Hartle        | Cowles-Métisse-Matchless | Cowles-Métisse-Matchless |
| Percy Tait         | Triumph                  |                          |
| Peter Williams     | Arter-Matchless          |                          |
| Rex Butcher        | Norton/ Matchless        |                          |
| Rob Fitton         | Norton                   |                          |
| Ron Chandler       | Seeley                   |                          |
| Alberto Pagani     | LinTo                    |                          |
| Angelo Bergamonti  | Hannah-Paton             |                          |
| Renzo Pasolini     | Benelli                  |                          |
| Silvano Bertarelli | Paton                    |                          |

### Top tien tussenstand 500cc-klasse
| Pos | Coureur          | Merk               | Ptn     |                |
| --- | ---------------- | ------------------ | ------- | -------------- |
| 1   | Giacomo Agostini | MV Agusta          | 48 (64) | wereldkampioen |
| 2   | Jack Findlay     | McIntyre-Matchless | 34      |                |
| 3   | Gyula Marsovszky | Matchless          | 10      |                |
| 4   | Peter Williams   | Arter-Matchless    | 9       |                |
| 5   | John Cooper      | Seeley-Matchless   | 8       |                |
| 5   | Derek Woodman    | Seeley-Matchless   | 8       |                |
| 7   | Dan Shorey       | Norton             | 7       |                |
| 8   | Brian Ball       | Seeley             | 6       |                |
| 8   | Alberto Pagani   | LinTo              | 6       |                |
| 8   | John Dodds       | Norton             | 6       |                |

(Punten (tussen haakjes) zijn inclusief streepresultaten)

## 250cc-klasse
De vriendschap tussen teamgenoten Bill Ivy en Phil Read was voorbij en in Finland ging de race, die na een flinke regenbui van start ging, ook tussen deze twee. Ivy leidde acht ronden lang, maar daarna ging Read hem voorbij. In de tiende ronde accelereerde Ivy te snel uit een bocht waardoor hij viel en licht geblesseerd raakte. De race was toen feitelijk over. Read zette in de 17e ronde Rodney Gould op een ronde. Gould lag met zijn Bultaco-Yamaha op de derde plaats en bleef na zijn "lap" achter Read aan rijden, zonder verder afstand te verliezen. Heinz Rosner lag tot het einde op de tweede plaats met zijn MZ RE 250. Slechts zeven rijders werden geklasseerd.
| Pos | Coureur          | Merk           | Tijd      | Punten |
| --- | ---------------- | -------------- | --------- | ------ |
| 1   | Phil Read        | Yamaha         | 1:04"55'3 | 8      |
| 2   | Heinz Rosner     | MZ             | +2"02'0   | 6      |
| 3   | Rodney Gould     | Bultaco-Yamaha | +1 ronde  | 4      |
| 4   | Ginger Molloy    | Bultaco        | +1 ronde  | 3      |
| 5   | László Szabó     | MZ             | +1 ronde  | 2      |
| 6   | Gyula Marsovszky | Bultaco        | +2 ronden | 1      |
| 7   | M. Makila        | Yamaha         | +2 ronden |        |

| Coureur  | Merk   | Oorzaak |
| -------- | ------ | ------- |
| Bill Ivy | Yamaha | Val     |

| Coureur        | Merk    | Oorzaak |
| -------------- | ------- | ------- |
| Renzo Pasolini | Benelli |         |

| Coureur          | Merk      |
| ---------------- | --------- |
| Jack Findlay     | Aermacchi |
| Kel Carruthers   | Aermacchi |
| Frank Perris     | Suzuki    |
| Paul Eickelberg  | Aermacchi |
| Carlos Giró      | Ossa      |
| Carlos Rocamora  | Bultaco   |
| Santiago Herrero | Ossa      |
| Bill Smith       | Yamaha    |
| Brian Steenson   | Aermacchi |
| Malcolm Uphill   | Suzuki    |
| Rex Butcher      | Suzuki    |
| Gilberto Milani  | Aermacchi |
| Gordon Keith     | Yamaha    |
| Kent Andersson   | Yamaha    |

### Top tien tussenstand 250cc-klasse
| Pos | Coureur          | Merk           | Ptn     |
| --- | ---------------- | -------------- | ------- |
| 1   | Phil Read        | Yamaha         | 44      |
| 2   | Bill Ivy         | Yamaha         | 38      |
| 3   | Heinz Rosner     | MZ             | 30 (33) |
| 4   | Rodney Gould     | Bultaco-Yamaha | 19 (21) |
| 5   | Ginger Molloy    | Bultaco        | 16      |
| 6   | Renzo Pasolini   | Benelli        | 10      |
| 7   | Kent Andersson   | Yamaha         | 5       |
| 7   | László Szabó     | MZ             | 5       |
| 9   | Santiago Herrero | Ossa           | 4       |
| 10  | Carlos Giró      | Ossa           | 3       |
| 10  | Malcolm Uphill   | Suzuki         | 3       |
| 10  | Jack Findlay     | Aermacchi      | 3       |

(Punten (tussen haakjes) zijn inclusief streepresultaten)

## 125cc-klasse

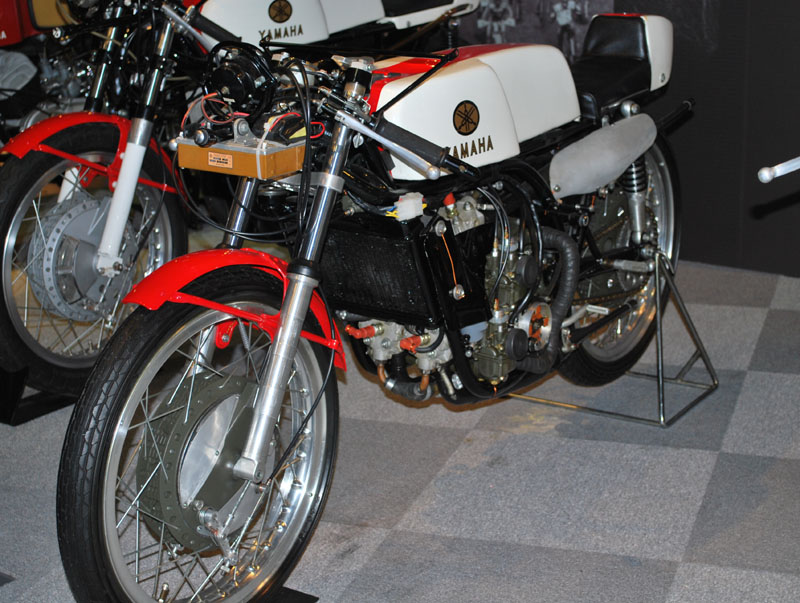
125cc-viercilinder Yamaha RA 31 A

Na de openlijke ruzie die na de Tsjechische GP was ontstaan tussen Phil Read en Bill Ivy gingen ze er in Finland hard tegenaan. Read nam aanvankelijk de leiding in de 125cc-race, maar na acht ronden zat Ivy weer kort achter hem en na twaalf ronden lag de derde man, Heinz Rosner, al op een ronde achterstand. Ivy had echter zo veel van zijn remvoeringen gevergd, dat hij in de vijftiende ronde naar de pit moest om zijn voorrem bij te laten stellen. Daardoor werd hij kansloos voor de overwinning. Read was na deze race definitief wereldkampioen 125 cc geworden. Ivy werd nog wel tweede, vóór Rosner.
| Pos | Coureur          | Merk    | Tijd      | Punten |
| --- | ---------------- | ------- | --------- | ------ |
| 1   | Phil Read        | Yamaha  | 52"40'2   | 8      |
| 2   | Bill Ivy         | Yamaha  | +44'0     | 6      |
| 3   | Heinz Rosner     | MZ      | +1 ronde  | 4      |
| 4   | Friedhelm Kohlar | MZ      | +1 ronde  | 3      |
| 5   | Jürgen Lenk      | MZ      | +1 ronde  | 2      |
| 6   | Thomas Heuschkel | MZ      | +2 ronden | 1      |
| 7   | Ginger Molloy    | Bultaco | +2 ronden |        |
| 8   | Kent Andersson   | MZ      | +2 ronden |        |
| 9   | Rolf Schmid      | Honda   | +2 ronden |        |
| 10  | Kel Carruthers   | Honda   | +2 ronden |        |

| Coureur              | Merk          |
| -------------------- | ------------- |
| Günter Bartusch      | MZ            |
| Hartmut Bischoff     | MZ            |
| Dieter Braun         | Neckermann-MZ |
| Hans Georg Anscheidt | Suzuki        |
| Lothar John          | Neckermann-MZ |
| Siegfried Möhringer  | Neckermann-MZ |
| Walter Scheimann     | Honda         |
| Pedro Álvarez        | Bultaco       |
| Salvador Cañellas    | Bultaco       |
| Dave Simmonds        | Kawasaki      |
| Steve Murray         | Honda         |
| Tommy Robb           | Bultaco       |
| János Reisz          | MZ            |
| László Szabó         | MZ            |
| Giuseppe Visenzi     | Montesa       |
| Jan Huberts          | MZ            |
| Gordon Keith         | Montesa       |

### Top tien tussenstand 125cc-klasse
| Pos | Coureur              | Merk          | Ptn     |                |
| --- | -------------------- | ------------- | ------- | -------------- |
| 1   | Phil Read            | Yamaha        | 40 (48) | wereldkampioen |
| 2   | Bill Ivy             | Yamaha        | 18      |                |
| 3   | Ginger Molloy        | Bultaco       | 12      |                |
| 4   | Salvador Cañellas    | Bultaco       | 11      |                |
| 5   | László Szabó         | MZ            | 9       |                |
| 6   | Dieter Braun         | Neckermann-MZ | 8       |                |
| 6   | Günter Bartusch      | MZ            | 8       |                |
| 6   | Heinz Rosner         | MZ            | 8       |                |
| 9   | Hans Georg Anscheidt | Suzuki        | 6       |                |
| 10  | Tommy Robb           | Bultaco       | 5       |                |
| 10  | Kel Carruthers       | Honda         | 5       |                |

(Punten (tussen haakjes) zijn inclusief streepresultaten)

## Zijspanklasse
In Finland leidden Helmut Fath/Wolfgang Kalauch met hun URS van start tot finish. Achter hen werd aanvankelijk nog om de tweede plaats gevochten door Siegfried Schauzu, Georg Auerbacher en Klaus Enders, maar die laatste draaide in de derde ronde zijn motor stuk. Auerbacher slipte waardoor Schauzu een zekere tweede plaats leek te hebben. Auerbacher en zijn passagier Hermann Hahn bleven ongedeerd en konden wel verder rijden, maar de derde plaats was nu voor Heinz Luthringshauser/Geoff Hughes. Schauzu viel echter zonder benzine stil waardoor Luthringshauser tweede werd en Auerbacher toch nog de laatste podiumplaats pakte.

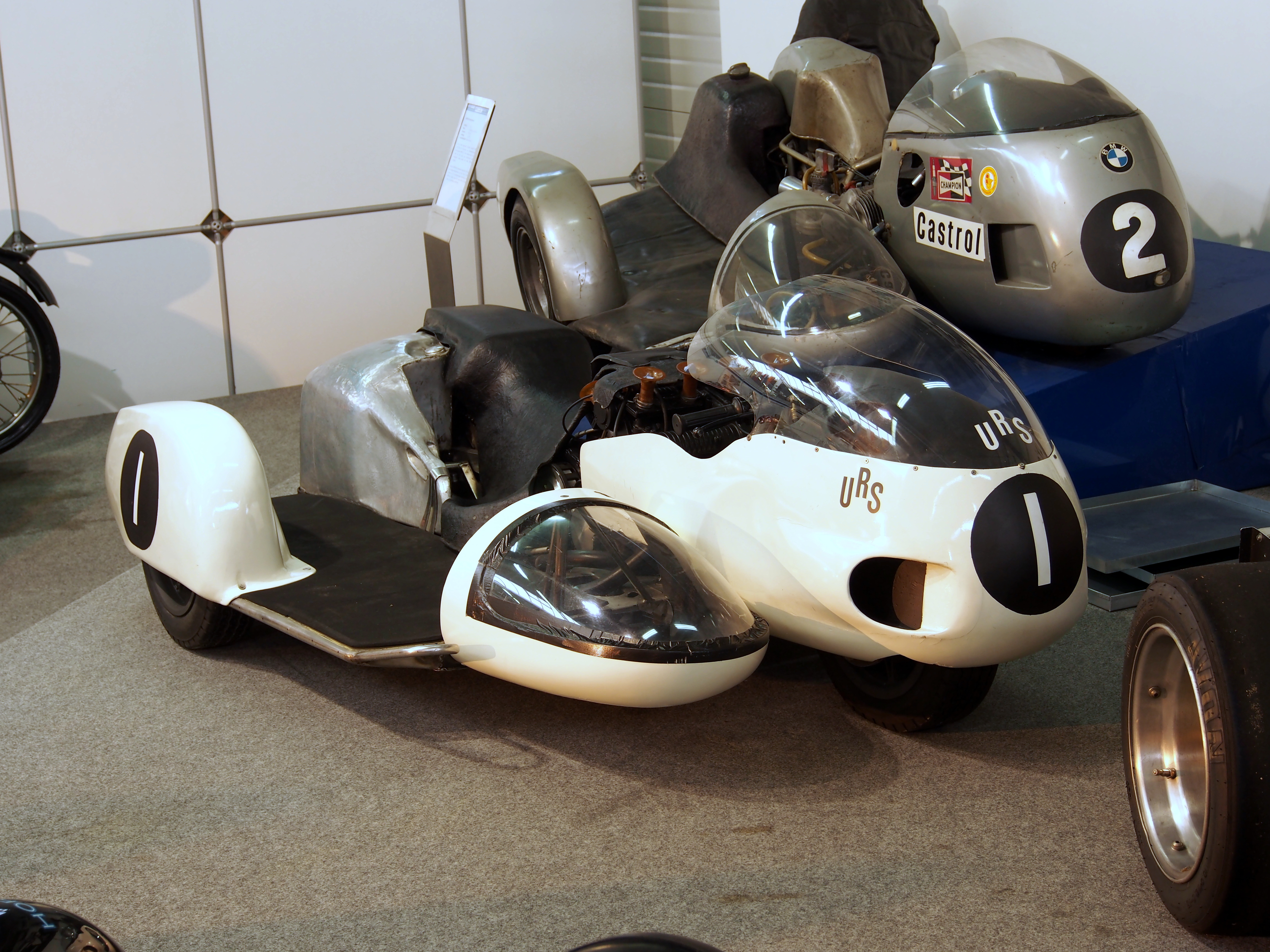
De URS van Helmut Fath was nog steeds niet erg betrouwbaar, maar dat waren de veertien jaar oude BMW RS 54's inmiddels ook niet meer. Nu de URS heel bleef won Fath en kwam hij samen met Georg Auerbacher aan de leiding van de WK-stand.

| Pos | Coureur               | Bakkenist         | Merk | Tijd    | Punten |
| --- | --------------------- | ----------------- | ---- | ------- | ------ |
| 1   | Helmut Fath           | Wolfgang Kalauch  | URS  | 57"39'3 | 8      |
| 2   | Heinz Luthringshauser | Geoff Hughes      | BMW  |         | 6      |
| 3   | Georg Auerbacher      | Hermann Hahn      | BMW  |         | 4      |
| 4   | Otto Kölle            | Rolf Schmid       | BMW  |         | 3      |
| 5   | Kenneth Calenius      | Juhani Vesterinen | BMW  |         | 2      |
| 6   | Ruben Bjarnemark      | Lennart Rägmo     | BMW  |         | 1      |

| Coureur           | Bakkenist       | Merk | Oorzaak   |
| ----------------- | --------------- | ---- | --------- |
| Klaus Enders      | Ralf Engelhardt | BMW  | Motor     |
| Siegfried Schauzu | Horst Schneider | BMW  | Brandstof |

| Coureur                | Bakkenist             | Merk | Oorzaak   |
| ---------------------- | --------------------- | ---- | --------- |
| Johann Attenberger (†) | Josef Schillinger (†) | BMW  | Overleden |

| Coureur              | Bakkenist       | Merk |
| -------------------- | --------------- | ---- |
| Jean-Claude Castella | Albert Castella | BMW  |
| Arsenius Butscher    | Josef Huber     | BMW  |
| Helmut Lünemann      | Neil Caddow     | BMW  |
| John Brandon         | Cliff Holland   | BMW  |
| Maurice Tombs        | Trevor Tombs    | BMW  |
| Tony Wakefield       | Graham Milton   | BMW  |

### Top tien tussenstand zijspanklasse
| Pos | Coureur                | Bakkenist                       | Merk | Ptn |
| --- | ---------------------- | ------------------------------- | ---- | --- |
| 1   | Georg Auerbacher       | Hermann Hahn en Henk de Wever   | BMW  | 21  |
| 1   | Helmut Fath            | Wolfgang Kalauch                | URS  | 21  |
| 3   | Johann Attenberger (†) | Josef Schillinger (†)           | BMW  | 17  |
| 4   | Siegfried Schauzu      | Horst Schneider                 | BMW  | 16  |
| 5   | Heinz Luthringshauser  | Lothar Ronsdorf en Geoff Hughes | BMW  | 12  |
| 6   | Klaus Enders           | Ralf Engelhardt                 | BMW  | 6   |
| 6   | Arsenius Butscher      | Josef Huber                     | BMW  | 6   |
| 6   | Otto Kölle             | Rolf Schmid                     | BMW  | 6   |
| 9   | Helmut Lünemann        | Neil Caddow                     | BMW  | 4   |
| 10  | Tony Wakefield         | Graham Milton                   | BMW  | 3   |

1932 · 1948 · 1949 · 1950 · 1951 · 1952 · 1953 · 1954 · 1955 · 1956 · 1957 · 1958 · 1959 · 1960 · 1961 · 1962 · 1963 · 1964 · 1965 · 1966 · 1967 · 1968 · 1969 · 1970 · 1971 · 1972 · 1973 · 1974 · 1975 · 1976 · 1977 · 1978 · 1979 · 1980 · 1981 · 1982